# Château de Fénelon
Château de Fénelon er et fransk slot beliggende i byen Sainte-Mondane i departementet Dordogne, i regionen Nouvelle-Aquitaine. Det blev bygget i 1100-tallet og modificeret i det 1300-, 1500- og 1600-tallet.
Den fremtidige ærkebiskop af Cambrai, François de Salignac de La Mothe-Fénelon, blev født på slottet i 1651.
Dele af slottets eksteriør blev brugt i filmen Ever After (1998) som hjem for Danielle de Barbarac (Drew Barrymore), sammen med eksteriøret på Château de la Roussie.